# Militärflugplatz Lecce-Galatina

i8
i11
i13
Der Militärflugplatz Lecce-Galatina (IATA-Code: LCC, ICAO-Code: LIBN) liegt auf der Halbinsel Salento in der italienischen Region Apulien, rund 15 Kilometer südlich von Lecce und knapp 10 Kilometer nördlich von Galatina. Nach der Provinzhauptstadt wird er oft nur als „Militärflugplatz Lecce“ bezeichnet, oder aber auch nur nach dem etwas näher gelegenen Galatina benannt. Die Bezeichnung „Lecce-Galatina“ entspricht den geographischen Gegebenheiten und grenzt ihn zudem vom zivilen Flugplatz Lecce-San Cataldo und einigen anderen Flugfeldern in der Umgebung ab. Der Flugplatz Lecce-Galatina wird seit mehreren Jahrzehnten zur Ausbildung von Militärpiloten genutzt.

## Infrastruktur
Der Flugplatz verfügt über eine rund zwei Kilometer lange, von Nordwesten nach Südosten verlaufende asphaltierte  Start- und Landebahn (14/32). Nordöstlich der Piste wurden zwei parallele Rollbahnen so verbreitert, dass dort rund 100 Jettrainer oder Flugzeuge vergleichbarer Größe abgestellt werden können. Ein Teil dieser Abstellpositionen sind überdacht, hinzu kommen vier etwas größere Hangars. Der Haupteingang, die Kasernenanlagen und Schulungseinrichtungen befinden sich im Nordosten des Flugplatzgeländes.

## Nutzung
Der Flugplatz ist Standort des 61º Stormo, eines Geschwaders, das angehende Strahlflugzeugführer der italienischen Luftwaffe und befreundeter Luftstreitkräfte ausbildet. Das 61. Geschwader verfügt in Lecce über zwei fliegende Staffeln, die 213. und die 214. Gruppo, die mit Jettrainern der Typen Aermacchi MB-339 und M-345 ausgestattet sind. Hinzu kommt die 212. Gruppo, die seit Juli 2022 nicht mehr in Lecce, sondern in Decimomannu auf Sardinien stationiert ist und dort mit ihren M-346 den letzten Ausbildungsabschnitt übernimmt.
Angehende italienische Militärpiloten absolvieren in der Regel in Latina auf Propellerflugzeugen vom Typ Aermacchi SF-260 ihre fliegerische Grundausbildung. Werden sie dort für eine Ausbildung zum Jetpiloten ausgewählt, gehen sie danach entweder an die Sheppard Air Force Base in den USA oder nach Lecce-Galatina. In Lecce folgt der zweite und dritte Abschnitt der Pilotenausbildung. Der vierte und letzte Abschnitt (Fortgeschrittenenausbildung) erfolgt nunmehr in Decimomannu auf der als Lead-in Fighter Trainer genutzten M-346. Nach Abschluss der Ausbildung in Lecce kommen die Kampfpiloten zur Umschulung auf ihr Einsatzmuster nach Grosseto (Typhoon), Ghedi (Tornado) oder Luke AFB (F-35).
Die in Lecce (und Decimomannu) eingesetzten Jettrainer haben als leichte Erdkampfflugzeuge noch einen Zweitauftrag im Bereich der Luftnahunterstützung. Als so genannte Slow Mover Interceptors dienen sie im Rahmen der Luftraumüberwachung dem Abfangen von zivilen Leichtflugzeugen, von denen eine Terrorgefahr ausgehen könnte. Zu diesen und anderen Zwecken wurden MB-339 auch an anderen italienischen Militärflugplätzen stationiert.
In Lecce befindet sich neben dem 61º Stormo auch ein Instandhaltungsverband (10º Reparto Manutenzione Velivoli), der für die Wartung- und Instandsetzung aller MB-339, M-345 und M-346 der italienischen Luftwaffe zuständig ist, soweit dies nicht von den Einsatzverbänden selbst oder von der Industrie übernommen wird.

## Geschichte
Der Militärflugplatz Lecce-Galatina entstand 1931 als einfacher Behelfsflugplatz. Nach Ausbauarbeiten wurde hier ein Bombergeschwader (37º Stormo) stationiert, das 1940 unter anderem bei der Seeschlacht bei Punta Stilo gegen die Royal Navy kämpfte. Der Flugplatz diente im Zweiten Weltkrieg auch als Ausgangspunkt für Operationen auf dem Balkan. Nach dem Waffenstillstand von Cassibile und der Spaltung der italienischen Streitkräfte wurde der Flugplatz Lecce-Galatina Ende 1943 zu einem der wichtigsten Stützpunkte der Aeronautica Cobelligerante Italiana, die auf Seiten der Alliierten kämpfte. Auch etliche alliierte Verbände nutzen den Flugplatz.
Seit November 1945 werden in Lecce-Galatina Militärpiloten ausgebildet. Zunächst übernahm die örtliche Flugschule mit der North American T-6 die Anfängerausbildung. 1962 führte man Jettrainer vom Typ Aermacchi MB-326 ein, auf denen einige Zeit auch Anfänger ihre Grundausbildung erhielten, bis man diese wieder auf Propellerflugzeugen durchführte. In Lecce übernahm man dann den ersten Teil der Jetausbildung. Der zweite Teil (Fortgeschrittenenausbildung) fand auf dem ebenfalls in Apulien gelegenen Militärflugplatz Amendola auf der Fiat G.91T statt.
Nachdem bis 1982 mit der MB-326 über 400.000 Flugstunden absolviert worden waren, erhielt die Flugschule schrittweise neue Flugzeuge vom Typ MB-339. 1986 benannte man den Ausbildungsverband in Lecce in 61ª Brigata Aerea oder „61. Luftbrigade“ um, da die Luftwaffenführung auch den Flugschulen einen Geschwader-Status zuerkannte. Geschwader mit mehr als zwei fliegenden Staffeln und zusätzlichen besonderen Einheiten können in Italien auf Brigade-Niveau angehoben werden. Wegen ihrer drei fliegenden Staffeln (212º, 213º, 214º Gruppo) und ihrer sonstigen Ausbildungseinrichtungen erhielt die Schule in Lecce-Galatina diesen Brigade-Status. Ende 1995 folgte nach Verkleinerungen die Umbenennung in 61º Stormo. 1997 erhielt eine Staffel des 61. Geschwaders neue Flugzeuge vom Typ MB-339CD, mit denen man von Amendola die Fortgeschrittenenschulung übernehmen konnte. Die Ablösung dieser Flugzeuge begann im Jahr 2015 mit der Übernahme der ersten Alenia Aermacchi M-346 und ab 2020 mit der M-345. Mit diesen Flugzeugen hat die italienische Luftwaffe die Pilotenausbildung nach dem Vorbild des Euro-NATO Joint Jet Pilot Trainings, das bis heute im texanischen Sheppard durchgeführt wird, internationalisiert. Die mit M-346 ausgerüstete 212. Staffel, die für die Fortgeschrittenenschulung (Phase IV) verantwortlich ist, verlegte im Juli 2022 auf den Militärflugplatz Decimomannu auf Sardinien, untersteht dort jedoch vorübergehend noch dem 61. Geschwader in Lecce als abgesetzte Einheit. Die Staffel soll schließlich von der im Aufbau befindlichen International Flight Training School in Decimomannu übernommen werden.

## Bilder

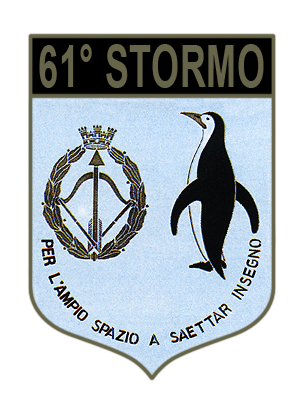
Altes Wappen 61º Stormo (bis 2015)
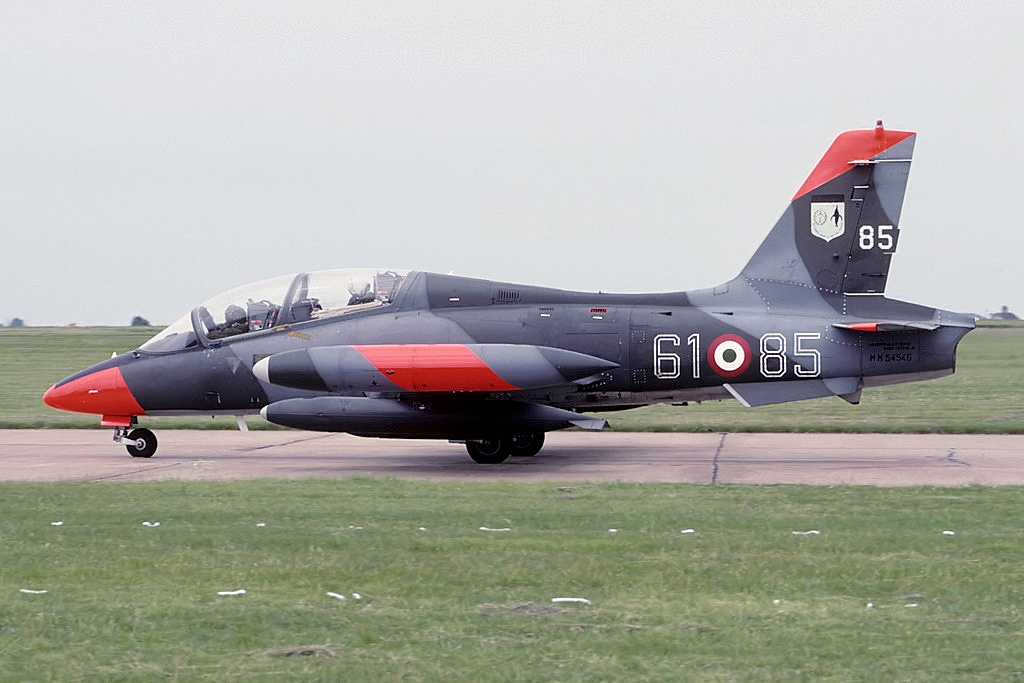
MB-339, 61º Stormo
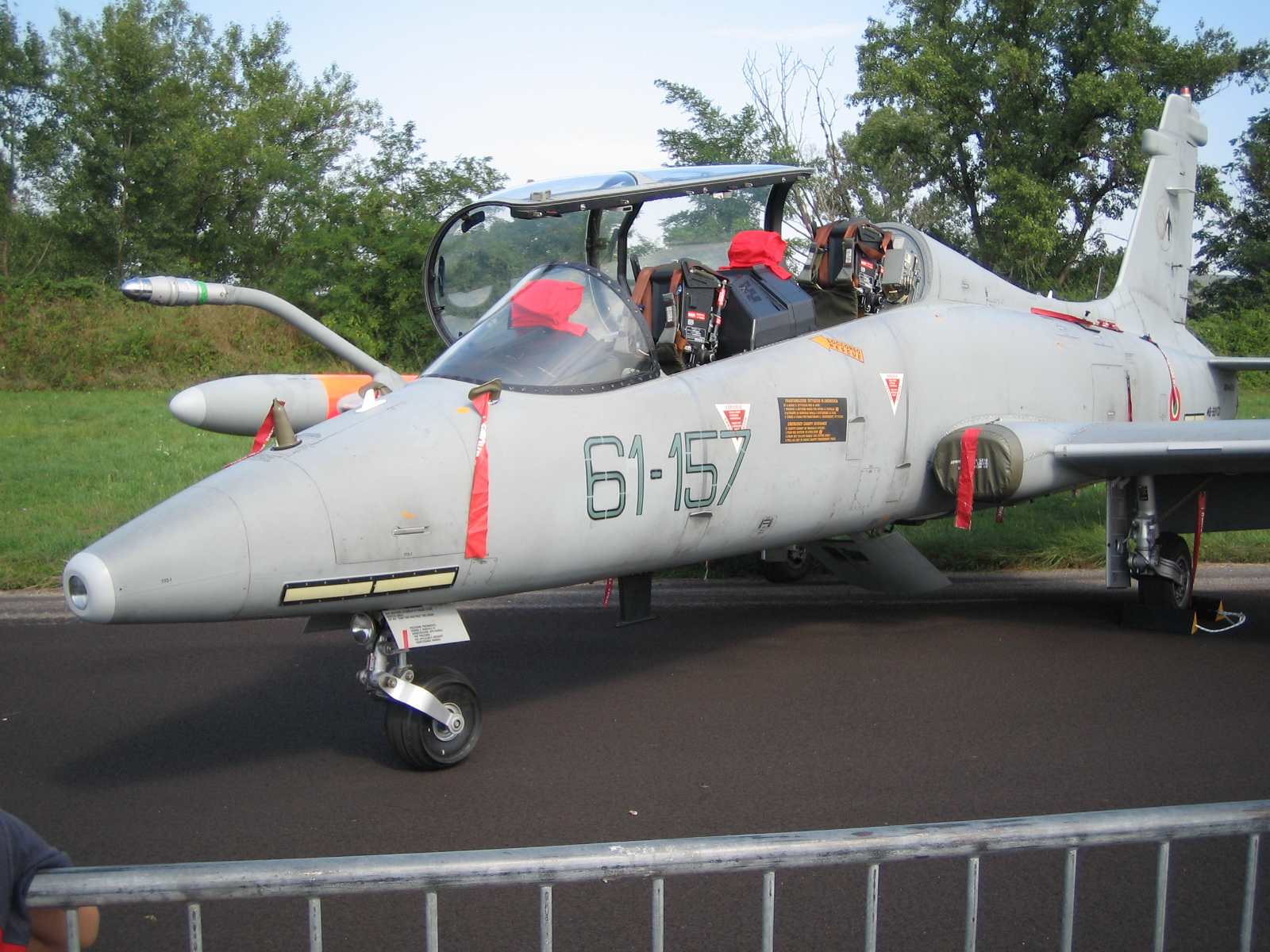
MB-339CD, 61º Stormo
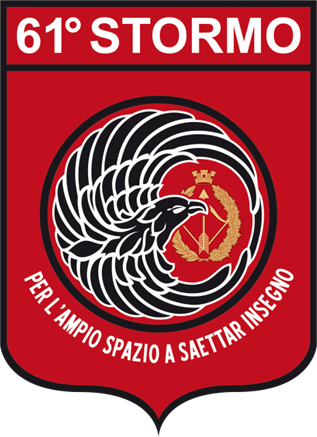
Aktuelles Wappen (wie ehemalige Jagdfliegerschule Castiglione del Lago)